# Talking Rock (Géorgie)
Talking Rock est une ville américaine située dans le comté de Pickens, en Géorgie. Selon le recensement de 2020, sa population est de 91 habitants.